# 620 Drakonia
620 Drakonia eller 1906 WE är en asteroid i huvudbältet, som upptäcktes 26 oktober 1906 av den amerikanske astronomen Joel Hastings Metcalf i Taunton. Den är uppkallad efter Drake University.
Asteroiden har en diameter på ungefär 11 kilometer.